# جوزيف إتش. بانس
جوزيف إتش. بانس هو سياسي أمريكي، ولد في 15 ديسمبر 1823 في نيويورك في الولايات المتحدة، وتوفي في 27 فبراير 1908 في ليونز في الولايات المتحدة. نشط حزبياً في الحزب الديمقراطي.